# Iochrominae
Iochrominae je podtribus krumpirovki smješten u tribus  Physalideae, dio potporodice Solanoideae. Sastoji se od 6 rodova.

## Rodovi
1. Subtribus Iochrominae Reveal
  1. Iochroma Benth. (40 spp.)
  2. Trozelia Raf. (2 spp.)
  3. Saracha Ruiz & Pav. (8 spp.)
  4. Dunalia Kunth (5 spp.)
  5. Eriolarynx (Hunz.) Hunz. (4 spp.)
  6. Vassobia Rusby (2 spp.)